# Стаборовский, Александр Антонович
Стаборовский, Александр Антонович (1870 — после 1940-го) — российский и советский архитектор. Ученик Академии художеств с 1890 года. Лауреат двух серебряных медалей (1893 год). 30 октября 1896 года — удостоен звания художника-архитектора за «проект военно-исторического музея».

## Биография
Родился в 1870-м году. Выпускник Императорской Академии художеств. Проходил практику у Леонтия Бенуа и Роберта Мельцера. До революции работал в Петербурге, стал автором нескольких архитектурных памятников эпохи модерна. Активный участник культурной жизни Петербурга, член комиссии — совета музея старого Петербурга, занимавшегося изучением и учетом памятников дореволюционной архитектуры. Участвовал в работе журнала «Зодчий». С 1926 года — заместитель руководителя строительной конторы Иваново-Вознесенского государственного текстильного треста.

## Основные работы
Производитель работ
- Рисовальная школа в Пензе[1]
- Русский отдел на Парижской всемирной выставке 1900-го[1].
- Дом князя Кочубея (Фурштатская улица, 24[1].
- Дом великого князя Михаила Александровича (Галерная улица), 55

Архитектор
- Дом К.В. Лукашевич[4]